# الرياضة في أذربيجان

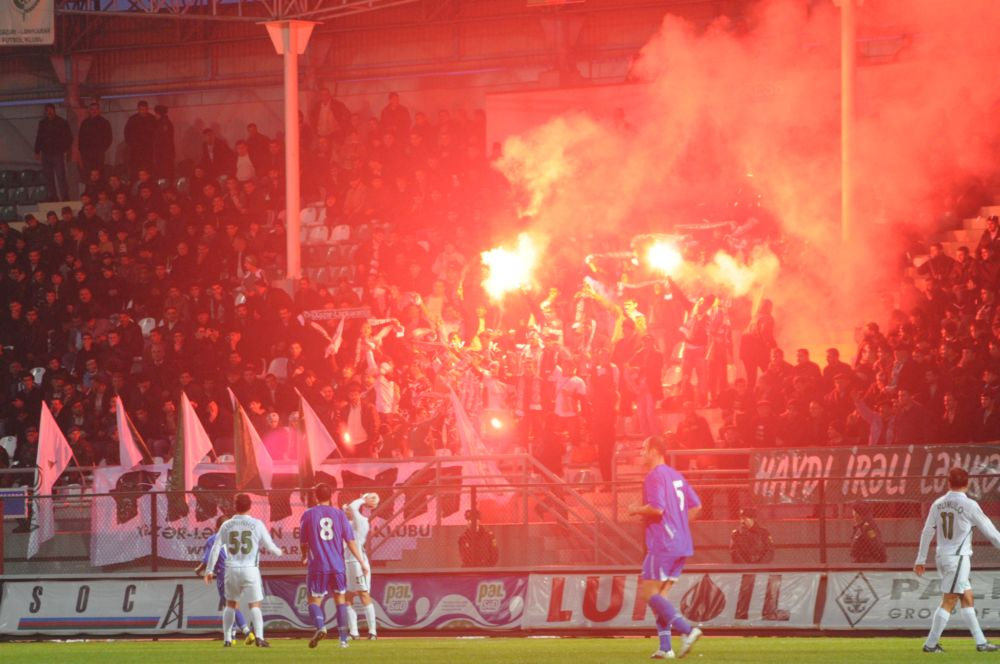
مشجعو خزر لانكاران خلال إحدى المباريات.

الرياضة في أذربيجان (بالإنجليزية: Sport in Azerbaijan)‏، هي ثقافة ذات جذور قديمة، ولا تزال تُمَارس حتى الآن الرياضات التقليدية والحديثة. تعدّ المصارعة الحرة تقليدياً الرياضة الوطنية في أذربيجان، لكن اليوم، أكثر الرياضات شعبية في أذربيجان هما كرة القدم والشطرنج.
لعبة الطاولة ذات جذور قديمة في الإمبراطورية الفارسية، وتلعب دوراً رئيسياً في الثقافة الأذربيجانية. تحظى هذه اللعبة بشعبية كبيرة في أذربيجان، وتمارس على نطاق واسع بين الجمهور المحلي. هناك أيضاً أشكال مختلفة من لعبة الطاولة التي طورها وحللها الخبراء من أذربيجان.

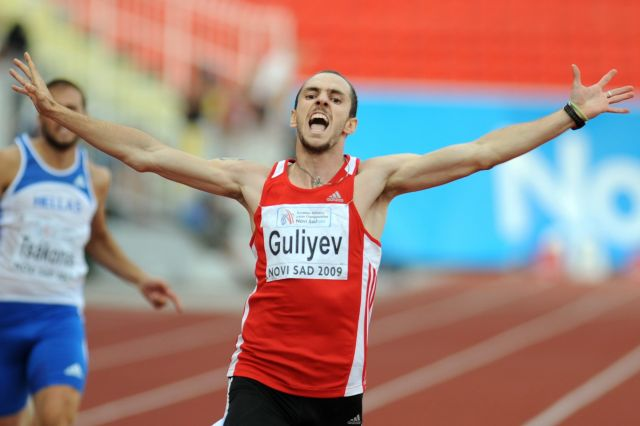
راميل غولييف وهو أحد أشهر لاعبي القوى الأذريين.

تعرف أذربيجان بكونها واحدة من القوى العظمى في لعبة الشطرنج، وعلى الرغم من انهيار الاتحاد السوفيتي لا تزال الشطرنج ذات شعبية كبيرة. من أبرز لاعبي الشطرنج في أذربيجان تيمور رجبوف وشهريار محمدياروف وفلاديمير ماكوغونوف وغاري كاسباروف وفقار هاشيموف وزينب محمدياروف. استضافت أذربيجان العديد من البطولات والمسابقات الدولية في الشطرنج، ونالت بطولة الفريق الأوروبي للشطرنج في سنة 2009.
كرة القدم داخل الصالات هي لعبة أخرى ذات شعبية في أذربيجان. بلغ المنتخب الوطني لكرة الصالات المركز الرابع في بطولة كرة القدم الأوروبية داخل الصالات لعام 2010، بينما انتزع النادي المحلي اراز ناخيتشيفان الميدالية البرونزية في الكأس الأوروبية لكرة الصالات في موسم 2009–2010.
من بين الرياضيين الأذريين الآخرين نامق عبد اللاييف وروفشان بيرموف وماريا ستادنيك وفريد منصوروف في المصارعة وراميل غولييف في ألعاب القوى وإلنور محمدلي ومولود ميرالييف في الجودو ورافاييل أغاييف في رياضة الكاراتيه وفاليريا كوروتينكو وناتاليا مامادوفا في الكرة الطائرة وزابيت ساميدوف في الكيك بوكسينغ ون.

## اُنظر أيضًا
- أذربيجان.
- ثقافة أذربيجان.
- تاريخ أذربيجان.